# Leonid Brezjnev
Leonid Iljitj Brezjnev (ryska: Леони́д Ильи́ч Бре́жнев, uttal: [lʲɪɐˈnʲid ɪlʲˈjitɕ ˈbrʲeʒnʲɪf], lyssna (fil); ukrainska: Леоні́д Іллі́ч Бре́жнєв, Leonid Illitj Brezjnjev), född 19 december 1906 i gruvstaden Kamenskoje i Kejsardömet Ryssland, död 10 november 1982 i Moskva, var en sovjetisk politiker. Han var ordförande i Sovjetunionens högsta Sovjets presidium (president) 1960–1964, och 1977-1982, samt generalsekreterare i Sovjetunionens kommunistiska partis centralkommittés politbyrå 1964-1982. I egenskap av innehavare av dessa poster var han Sovjetunionens ledare från 1964 till sin död 1982.

## Biografi

### Unga år
Lite är känt om Brezjnevs ungdom förutom att han som 15-åring arbetade på ett stålverk liksom sin far. I tonåren gick han med i det kommunistiska ungdomsförbundet Komsomol och 1931 i kommunistpartiet, där han innehade ett antal lokala poster. Han studerade vid Kamenskojes (idag Kamjanske) metallurgiska institut och tog examen 1935, varefter han arbetade som ingenjör och chef för en teknisk skola. Hans politiska karriär började ta fart under Josef Stalins styre och 1939 blev han sekreterare för det sovjetiska kommunistpartiets regionala partikomitté i Dnepropetrovsk (dagens Dnipro i Ukraina). När Nazityskland invaderade Sovjetunionen den 22 juni 1941 kallades han in i armén. Han lämnade armén 1946 med generalmajors rang och började återigen engagera sig i politiken.
När Stalin avled 1953 anslöt han sig lyckosamt till Nikita Chrusjtjov som då var ny sovjetisk premiärminister.
Brezjnev hjälpte Chrusjtjov att driva jordbrukskampanj i Kazakstan, där Brezjnev tjänstgjorde som kommunistpartiets förste sekreterare. Han stöttade också Chrusjtjov vid kuppförsöket mot denne. Snart utsågs Brezjnev till fullvärdig medlem av politbyrån. 

### Sovjets ledare
Brezjnev sågs under 1960-talet som Chrusjtjovs efterträdare.1960 blev han utnämnd till Sovjets högsta presidium. Han avgick 1964 för att bli Chrusjtjovs närmaste assistent och andresekreterare i centralkommittén. Efter tre månader på denna post hjälpte Brezjnev till att leda den konservativa koalitionen, som till slut fick Chrusjtjov avsatt från makten. Han klättrade snabbt inom kommunistpartiet och inom den sovjetiska statsmakten och gick till sist segrande ur den maktkamp, som utspelade sig efter att Nikita Chrusjtjov avsatts.
År 1964 var Brezjnev obestridd ledare för supermakten Sovjetunionen genom sin post som generalsekreterare i kommunistpartiet. Det finns två tolkningar av Brezjnevs mandatperiod: Dels att hans tid vid ledningen innebar stagnation, dels att stora framsteg gjordes för det sovjetiska samhället. Jämfört med föregångaren Chrusjtjov var Brezjnev en konservativ kraft. Brezjnevs färglösa och byråkratiska ledarstil stod i stark kontrast till Chrustjovs dynamiska men turbulenta regeringstid. Under Brezjnevs styre blomstrade den sovjetiska byråkratin, som hade blivit hotad av Chrusjtjovs reformer. Underrättelsetjänsten KGB:s auktoritet de haft under Stalins tid återupprättades.

### Stagnation och korruption
En milstolpe i den sovjetiska historien kom också 1977, när den nya Brezjnevförfattningen ersatte den gamla Stalinförfattningen från 1936 som Sovjetunionens grundlag. Den nya grundlagen framhävde, och formellt stärkte, partiets roll i det sovjetiska samhället. Också Brezjnev själv stärkte sin interna position inom politbyrån genom att ge de politiker och ministrar som var lojala mot honom sina ämbeten på livstid, vilket resulterade i att hela den sovjetiska statsmakten kom att bestå av äldre och med åren allt mer konservativa män. 
Detta försvårade på längre sikt genomförandet av förändringar och reformer i det sovjetiska samhället och blev en av de bidragande orsakerna till att ekonomin stagnerade under 1970- och 1980-talen. Den försämrade ekonomiska situationen ledde också till att korruptionen, som tagit fart redan under Chrusjtjovs tid, bredde ut sig i allt större skala i hela östblocket.

### Militära aktioner
20 augusti 1968 invaderade Warszawapakttrupper Tjeckoslovakien i syfte att slå ned Pragvåren. Detta var en tidig indikation på Brezjnevs världssyn. I ett tal som rättfärdigade aktionen, som kom att kallas  Brezjnevdoktrinen, uttalade han Moskvas rätt att ingripa i andra socialistiska staters angelägenheter.  Sovjetunionen expanderade sin intressesfär utanför Europa och tävlade med amerikanerna i såväl Latinamerika och Afrika som i Asien. 1979 gick Sovjetunionen också till fullt militärt angrepp på en stat utanför det egentliga östblocket i och med invasionen av Afghanistan.

### Brezjnevs sista år
Under de senare åren av sin regeringstid blev Brezjnevs hälsa allt sämre och han var under sina sista år nästan helt oförmögen att styra landet. Detta innebar att makten i praktiken successivt försköts till Brezjnevs andre man, KGB-chefen Jurij Andropov, och Brezjnev själv reducerades till att vara en galjonsfigur i Kreml. Leonid Brezjnev avled 1982 av okända orsaker.